# Mark Schwarzer
Mark Schwarzer OAM (6 d'octubre de 1972) és un exfutbolista australià, és cavaller de l'Orde d'Austràlia. Jugava de porter. Ha sigut internacional amb la selecció d'Austràlia i jugà les copes mundials del 2006 i 2010.

## Carrera esportiva

### Inicis
Schwarzer ha fet servir el mateix parell de canyelleres des que va començar la seva carrera professional a l'edat de 19 amb Marconi Stallions, en la National Soccer League. Deixà un club base de Sydney per jugar en Alemanya amb el Dynamo Dresden, el FC Kaiserslautern i el Bradford City, Schwarzer s'uní al Middlesbrough FC el febrer de 1997. Va ser considerat un gran contribuent al recent èxit del Middlesbrough i una part important de l'equip.

### Middlesbrough

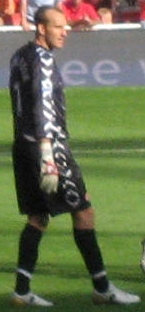
Schwarzer en el 2006.

Schwarzer feu el seu debut pel Middlesbrough contra el Stockport County en les semifinals de la Copa de la Lliga. Va jugar en la final contra el Leicester City FC, aconseguint un empat d'1 a 1, però una lesió el deixà fora de la tornada, i el Middlesbrough va perdre. Amb tot, va ser part del combinat que derrotà al Bolton Wanderers FC i guanya en el 2004 la final de la Copa de la Lliga, fent una magnífica exhibició recuperant-se després de cometre un error en permetre entrar un tir suau.
Potser la seua més important aturada pel Middlesbrough va ser en l'última jornada de la temporada 2004–05 contra el Manchester City FC, detenint un penal de Robbie Fowler en el temps de descompte per mantenir un empat d'1 a 1. L'empat va ser suficient per deixar al Middlesbrough en el setè lloc de taula de classificació assegurant-li una plaça per la UEFA Cup. Si Fowler haguera marcat el penal, el Manchester City s'haguera classificat per la UEFA Cup a costa del Middlesbrough.
Schwarzer se li va concedir una sol·licitud de transferència per part del Middlesbrough a finals de 2005 i va sol·licitar d'unir-se a un club nou, però va retirar la seva petició el 20 de gener del 2006, i va continuar amb l'equip. No obstant això, una fractura de pòmul rebuda contra el West Ham United FC sembla que deixaria a Schwarzer fora per la resta de la temporada, però va tornar per jugar la final de la UEFA Cup en un partit contra el Sevilla FC, encara que jugà amb una màscara protectora. Quan va jugar amb el Middlesbrough en una victòria d'1 a 0 contra el Portsmouth FC el 29 de desembre de 2007, va esdevenir l'estranger que més temps portava en un club en la Liga Premier superant així als 315 partits de Dennis Bergkamp.

### Fulham

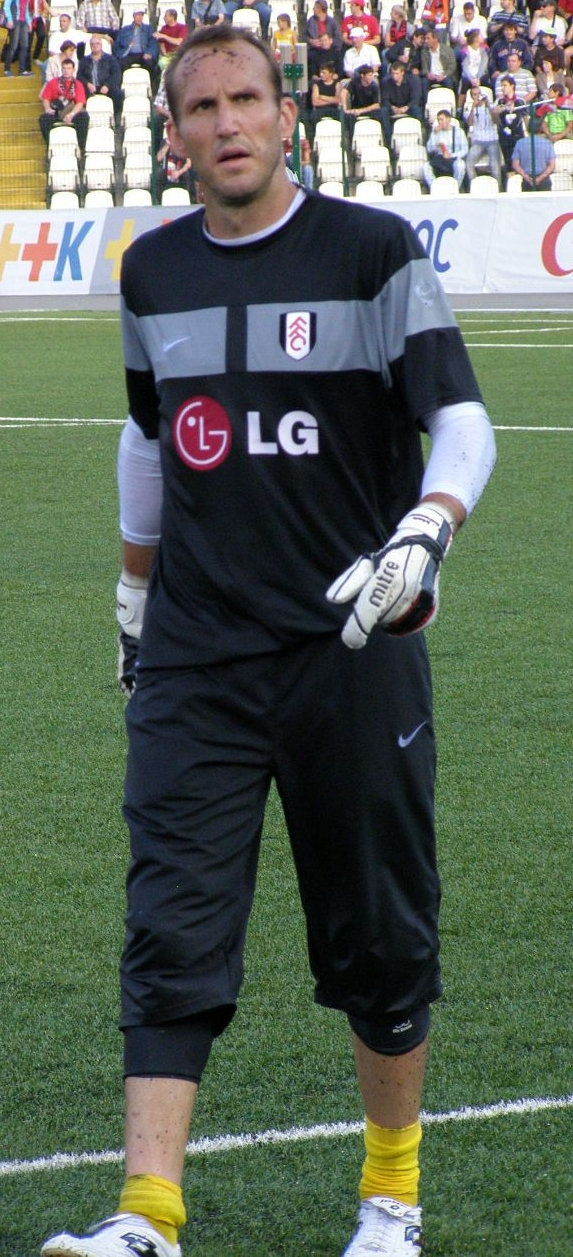
Mark Schwarzer en el Fulham FC

El contracte de Schwarzer amb el Middlesbrough expirava en juny del 2008, i encara que se li va oferir un nou contracte, el mànager Gareth Southgate planejava tenir un nou porter, per tant el 21 de maig del 2008, Schwarzer signà un contracte de dos anys amb el Fulham, acabant la seua relació d'onze anys amb el club de Teesside. Schwarzer revelà en una entrevista amb The World Game que havia rebut ofertes del Bayern de Múnic i la Juventus FC però les declinà perquè no podien garantir-li el lloc com a porter principal en l'equip.
Schwarzer va fer el seu debut amb el Fulham en una derrota 2 a 1 contra el recent ascendit a la Premier League Hull City AFC, però prosseguí deixant la porteria a zero en una victòria d'1 a 0 en casa contra l'Arsenal FC i jugà cada minut de la temporada 2008/09. Deixa deu vegades la porteria zero en totes les competicions durant la temporada 2008–09.
La contribució de les actuacions de Schwarzer varen ser fenomenals i això espentà al Fulham a un elevat setè lloc en la lliga permetent-li jugar en Europa durant la següent temporada, una gran millora respecte del desè lloc que ocupà el Fulham a la fi de la temporada anterior. Se van incloure notables victòries contra l'Arsenal FC, el Manchester United FC i un empat contra el Chelsea FC que suposaren incomptables aturades increïbles per part de Schwarzer. Rebé la condecoració de Millor Jugador del Fulham de l'Any 08-09 durant el seu primer any al club. També va ser nomenat Jugador del Mes de la Barclays Premier League en febrer del 2010, mes en el qual només concedí un gol en les seues últimes dos victòries i empats d'eixe mes, fent-lo el primer australià a aconseguir-lo.
Va tenir un paper important en Fulham estant en la final de l'Europa League del 2010, però va perdre Schwarzer la seva segona final europea amb una ajustada derrota amb l'Atletico de Madrid.
En maig del 2010, s'enraonava que Arsene Wenger planejava contractar a Schwarzer com a porter de l'Arsenal per la temporada 2010/2011, després de perdre la fe en Manuel Almunia durant les últimes etapes de la temporada 2009/2010.

## Carrera internacional
Schwarzer va fer el seu debut internacional amb Australia jugant un partit contra Canadà a Edmonton en la classificació de la copa del món de 1994. Entrà com a substitut de Milan Blagojevic després de la primera tria de Robert Zabica va jugar desset minuts del partit des de la banqueta. En el seu partit de tornada a Sydney, se cobrí de glòria quan aturà dos penals i manà així a Austràlia a la fase final de qualificació contra Argentina. Schwarzer no jugà en eixos partits, i Austràlia va ser derrotada 2 a 1 en el temps afegit.
Fou decisiu en la qualificació d'Austràlia per la Copa del Món de Futbol de 2006, al play-off contra l'Uruguay. Després de la victòria d'Uruguay 1 a 0 en el primer partit en Montevideo, Austràlia guanyà 1–0 en Sydney. En la tanda de penals, Schwarzer salvà dos penals per veure a Austràlia victoriosa en un parcial de 4 a 2.
En la Copa del Món de 2006 jugà els dos primers partits d'Austràlia en la fase de grup, concedint gol controvertit contra el Japó i dos gols contra el combinat de Brasil. Per al tercer partit va ser substituït per Zeljko Kalac, però després de la decebedora actuació de Kalac se li recuperà per la fase de setzens contra Itàlia.
Tot i que predigué la direcció del penal, va ser incapaç d'aturar el penal en contra que rebé en la segona fase durant el partit contra Itàlia, el qual va ser marcat per Francesco Totti en temps de descompte i va enviar a Austràlia fora de la Copa del Món.
Després de la Copa del Món de 2006, es va comprometre d'arribar a la Copa del Món FIFA 2010 de Sud-àfrica. Jugà tots els partit d'Austràlia en la Copa Asiàtica de 2007 encara que va fer un gran partit contra Oman en un empat d'un 1 a 1, va cometre un error que va facilitar la derrota de 3 a 1 contra Iraq i no pogué fer front al porter japonès Yoshikatsu Kawaguchi durant una tanda de penals que eliminà als Socceroos de la competició en el seu debut en eixe torneig. Schwarzer digué que la tanda de penals en els quarts de finals de la Copa Asiàtica va ser la primera tanda de penals havia perdut en tota la seua vida.
Schwarzer evità que Shao Jiayi marcàs un penal en el minut 89 en un empat de 0 a 0 contra Xina durant la qualificació de pel mundial del 2010 el març del 2008, continuant el seu rècord d'aturades de penals.
Rebé la seua segona targeta groga del torneig contra Qatar en Doha, en un partit on se guanyà 3 a 1. Se perdé també el partit de tornada d'Austràlia contra l'equip xinès en Sydney. Jugà cadascun dels minuts dels 
Socceroos en la segona ronda de qualificació, concedint un sol gol – en el partit final contra el Japó.
Mark Schwarzer va fer diverses aturades vitals per assegurar la qualificació d'Austràlia per la Copa Asiàtica en una victòria de 2 a 1 en partit de tornada contra Oman en Muscat després de concedir un penal salvat de rebot.
Va ser la primera tria com a porter per representar al seu país en la Copa del Món de Futbol de 2010.